# エミール・アンリオ
エミール・アンリオ（フランス語:Emile Henriot、1889年3月3日 - 1961年4月14日）は、フランス・パリ出身の詩人、小説家、批評家。1957年5月22日付けの『ル・モンド』誌上の評論において、第二次世界大戦後のフランスで発表された前衛的な小説作品群を形容した「ヌーヴォー・ロマン」と言う言葉を造語したことで知られる。
1924年に『アリシーまたは市民的美徳（Aricie Brun ou les Vertus bourgeoises）』でアカデミー・フランセーズ賞を受賞している。

## 生涯
1889年3月3日、フランスのパリに著名な漫画家だった父アンリ・メグロの元に生まれる。第一次世界大戦、第二次世界大戦の時はジャーナリストとして1911年頃から廃刊になる1942年まで『ル・タン』（フランス語で「時間」）に多くの批評を発表していた。
1906年に著された憂愁を帯びた楽天性が特徴的な最初の詩集『シルヴィに捧げる詩（Poèmes à Sylvie）』を発表し、詩人としても活動した。小説家としては1924年に著された『アリシーまたは市民的美徳（Aricie Brun ou les Vertus bourgeoises）』で同年のアカデミー・フランセーズ賞を受賞した。また、評論家として1922年から晩年まで著された全10巻からなる膨大の『文学通信（Courrier littéraire）』はアンリオの広い教養が見られ、柔軟な思考を合わせ示している作品である。『文学通信』はアンリオが『ル・モンド』誌などに寄せた約2000編の書評を纏めたもので、ラテン文学、フランス文学史に仕上げた読み物である。
『ル・タン』の廃刊後は『ル・モンド』の常任書評家として活躍し、1957年5月22日付けの『ル・モンド』誌上の評論において、「ヌーヴォー・ロマン」と言う言葉を造語したことで知られる。
同国の劇作家マルセル・プレヴォーの後を受けて1945年から1961年までアカデミー・フランセーズ第14代の席次9となる。なおアンリオの次の会員は同国の作家ジャン・ゲーノであった。
1961年4月14日にパリで亡くなる。

## 作品
- 1906年、『シルヴィに捧げる詩（Poèmes à Sylvie）』
- 1907年、『エウリュディケー（Eurydice）』
- 1909年、『Petite suite italienne』
- 1909年、『XI portraits dont un de femme』
- 1911年、『Jardins à la Française』
- 1912年、『L’Instant et le Souvenir』
- 1912年、『Vignettes romantiques et turqueries』
- 1913年、『À quoi rêvent les jeunes gens ?』
- 1914年、『La Flamme et les Cendres』
- 1915年、『Bellica』
- 1918年、『Le carnet d’un dragon dans les tranchées』
- 1918年、『Valentin』
- 1919年、『Le diable à l’hôtel ou les plaisirs imaginaires』
- 1921年、『Les Temps innocents』
- 1922年～1954年、『文学通信（Courrier littéraire）』 - 全10巻
- 1922年、『Aquarelles』
- 1923年、『Aventures de Sylvain Dutourd』
- 1923年～1927年、『Livres et portraits』
- 1924年、『アリシーまたは市民的美徳（Aricie Brun ou les Vertus bourgeoises）[4]』 - 1924年アカデミー・フランセーズ賞受賞作
- 1924年、『Stendhaliana』
- 1925年、『Les livres du second rayon』
- 1926年、『Promenades pittoresques sur les bords de la Seine』
- 1926年、『L’enfant perdu』
- 1927年、『Éloge de la curiosité』
- 1927年、『Journal de bord』
- 1928年、『Esquisses et notes de lecture』
- 1928年、『アルフレッド・ド・ミュッセ（Alfred de Musset）』
- 1928年、『Promenades italiennes』
- 1928年、『L’art de former une bibliothèque』
- 1930年、『Romanesques et romantiques』
- 1931年、『Les occasions perdues』
- 1931年、『Épistoliers et mémorialistes』
- 1932年、『La marchande de couronnes』
- 1932年、『En Provence』
- 1933年、『Le pénitent de Psalmodi』
- 1935年、『Vers l’oasis en Algérie』
- 1935年、『Portraits de femmes, d’Héloïse à Marie Bashkirtseff』
- 1936年、『Tout va finir』
- 1937年、『Portraits de femmes, de Marie de France à Katherine Mansfield』
- 1938年、『Le livre de mon père』
- 1941年、『Recherche d’un château perdu』
- 1942年、『Le pèlerinage espagnol』
- 1944年、『Quatre nouvelles』
- 1944年～1946年、『Poètes français』
- 1945年、『Naissances』
- 1946年、『Beautés du Brésil』
- 1948年、『La rose de Bratislava』
- 1949年、『Les fils de la louve』
- 1951年、『Tout va recommencer sans nous』
- 1954年、『Les Jours raccourcissent : poésies』
- 1958年、『Au bord du temps』
- 1960年、『On n’est pas perdu sur la terre』